# Priestley-Gletscher
Der Priestley-Gletscher ist ein großer, rund 100 km langer Talgletscher im ostantarktischen Viktorialand. Er fließt vom Rand des nördlichen Polarplateaus in südöstlicher Richtung zwischen der Deep Freeze Range und der Eisenhower Range und mündet an der Scott-Küste in den nördlichen Abschnitt der Nansen-Eistafel. 
Teilnehmer der Terra-Nova-Expedition (1910–1913) unter der Leitung des britischen Polarforschers Robert Falcon Scott erkundeten den Gletscher erstmals. Benannt ist er nach dem Geologen Raymond Priestley (1886–1974), Mitglied dieser und der Nimrod-Expedition (1907–1909) unter Ernest Shackleton.